# ناتاليا
ناتاليا (بالإنجليزية: Natalia, Texas)‏ هي مدينة تقع بولاية تكساس في شمال شرق الولايات المتحدة. تبلغ مساحة هذه المدينة 2.6 (كم²)، وترتفع عن سطح البحر 209 م، بلغ عدد سكانها 1663 نسمة في عام 2000 حسب إحصاء مكتب تعداد الولايات المتحدة وتصل الكثافة السكانية فيها 629.5 نسمة/كم2.

## وصلات خارجية
- The US50 - Cities and Towns in Texas State